# Kamal ed-Din Esmail

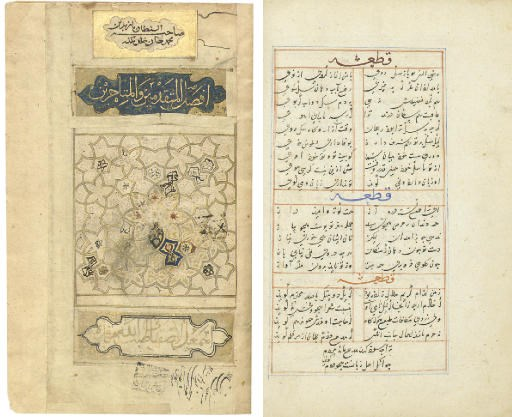
Manuskript von diwan des Kamal ed-Din Esmail, kopiert in Firuzabad am 29. März 1353

Kamal ed-Din Esmail (persisch [cæmɑlɛddin ɛ ɛsmɑil] کمال الدین اسماعیل) (* um 1172; † 1237) war ein persischer Odendichter. Er und sein Vater, Jamal ed-Din Abd or-Razzagh, waren in Isfahan berühmt. Er wurde während der mongolischen Invasion getötet und in einem einfachen Grabmal beerdigt. Sein Grabmal ist im Dschuybare-Viertel Isfahans.